# Epicharis bova
Epicharis bova är en biart som beskrevs av Roy R. Snelling 1984. Epicharis bova ingår i släktet Epicharis och familjen långtungebin. Inga underarter finns listade i Catalogue of Life.